# يونغ انيمال
يونغ انيمال (باليابانية: ヤングアニマル) مجلة يابانية نصف شهرية تصدر من طوكيو عاصمة اليابان. المجلة متخصصة بمانغا السينن وصور عارضات الاغراء. نشر من قبل هاكسينشا في الجمعة الثانية والرابعة من كل شهر منذ عام 1992.